# Stephanie McMahon
Stephanie McMahon Levesque (* Stephanie Marie McMahon; 24. září 1976), lépe známá zkráceně jako Stephanie McMahon, je americká korporátní manažerka. Je také bývalá profesionální wrestlingová manažerka a příležitostná wrestlerka. Je dcerou bývalého předsedy a generálního manažera WWE, Vince McMahona a jeho ženy Lindy McMahon, mladší sestra Shane McMahon a manželka Paula "Triple H" Levesque.
Ve WWE se začala pravidelně objevovat od roku 1999 kde byla zapojena do storyline s Undertakerem. Po krátkém "televizním" vztahu s Test, byla zasnoubena s Triple H jak na obrazovce, tak v reálném životě. To vedlo k storyline s názvem McMahon-Helmsley Faction. Stephanie jednou držela WWF Women's šampionát. V roce 2001 byla vlastníkem Extreme Championship Wrestling (ECW). Následující rok byla generální manažerkou SmackDown!, z televizních obrazovek byla ale na chvíli odstraněna po "I Quit" zápase se svým vlastním otcem. Několik let dělala poloviční vystoupení na show a v roce 2008 se stala generální manažerkou Raw. Od roku 2013 až do roku 2022 pracovala ve WWE jako ředitelka marketingu a později jako spoluvýkonná ředitelka a předsedkyně společnosti. Roku 2023 ze všech funkcí odešla.

## Životopis
Stephanie se narodila 24. září 1976 v Hartfordu v Connecticutu Lindě a Vince McMahonovým. Poprvé se ve World Wrestling Federation objevila ve věku 13 let. Později navštěvovala Bostonskou univerzitu kde získala titul v oboru komunikace. V roce 1998 začala pro WWF pracovat na plný úvazek.
V červenci 2001 obdržela prsní implantáty. O tři měsíce později to její matka okomentovala slovy: "Moje obavy jsou vždy jen o zdraví. Stephanie byla důkladně prošetřena a během procesu hlídána, odpověděla na všechny otázky na které jsem se zeptala a tak jsem cítila, že tohle je něco co doopravdy chce. V tom případě jsem jí nebránila a měla mou podporu". V říjnu 2002 na The Howard Stern Show Stephanie řekla, že přemýšlí o tom, že by si nechala udělat ještě větší implantáty kvůli tomu že hodně zhubla a prsa se zmenšila.
Byla obviněna z toho, že ona byla důvodem proč v roce 2001 z WWF odešla Joanie "Chyna" Laurer. Joanie, která několik let měla romantický vztah s Paulem "Triple H" Levesque řekla, že důvod proč odešla není že by nedostávala málo peněz ale že to bylo kvůli tomu, že jí zde Stephanie nechtěla. Také řekla že během jejího vztahu s Triple H jí ho Stephanie "přebrala". Stephanie a Paul spolu začali chodit v roce 2000 když spolu měli romantickou storyline a zasnoubili se v den sv.Valentýna v roce 2003. Svatba se konala 23. října 2003. Po svatbě si Stephanie vzala manželovo příjmení a legálně si změnila střední jméno na 'McMahon'.
S Paulem má dohromady tři dcery. Dne 8. ledna 2006 bylo oznámeno že čekají své první dítě. Holčička se narodila 28. července 2006 jmenuje Aurora Rose Levesque a při narození vážila 3,8 kg. Jejich druhá dcera, Murphy Claire Levesque, se narodila 28. července 2008. Svou třetí dceru, Vaughn Evelyn Levesque, pár uvítal 24. srpna 2010.

## Ve wrestlingu

### Zakončovací chvaty
- DDT
- Pedigree

### Ostatní chvaty
- Billion Dollar Slap
- Monkey Flip
- Clothesline
- Spear

### Manažeři
- Test
- Shane McMahon
- Vince McMahon
- Triple H
- Kurt Angle
- Mr. America
- Zach Gowen
- Rhyno
- Chris Jericho
- Rob Van Dam
- Booker T
- Bradshaw

### Přezdívky
- Billion Dollar Princess
- Mrs. Game (The Game je přezdívka Triple H)
- Daddy's Little Girl

### Tematické skladby
- „My Time“ od DX Band (2000-2002)
- „Bodies“ od Drowning Pool
- „All Grown Up“ od Jacki-O
- „No Chance in Hell“ od Jim Johnston a Peter Bursuker
- „Break it Down“ od DX Band

## Šampionáty a ocenění
Pro Wrestling Illustrated
- PWI Žena roku (2000)
- PWI Feud roku (2002) vs Eric Bischoff

World Wrestling Federation/WWE
- WWF Women's Championship (1 krát)
- Slammy Awards (2 krát)

Wrestling Observer Newsletter Awards
- Nejhorší wrestlingová osobnost (2001-2003)